# Uštica
Uštica is een plaats in de gemeente Jasenovac in de Kroatische provincie Sisak-Moslavina. De plaats telt 214 inwoners (2001).